# 日本の私立大学一覧
私立大学一覧（しりつだいがくいちらん）は、日本の私立大学の一覧。

## 概要
本項では、主に4年制大学について取り扱うが、日本の専門職大学（専門職短期大学を含む）についても取り扱う。

## 北海道
- 育英館大学
- 札幌大学
- 札幌大谷大学
- 札幌学院大学
- 札幌国際大学
- 星槎道都大学
- 天使大学
- 日本赤十字北海道看護大学
- 函館大学
- 藤女子大学
- 北翔大学
- 北洋大学
- 北星学園大学
- 北海学園大学
- 北海商科大学
- 北海道医療大学
- 北海道科学大学
- 北海道情報大学
- 北海道文教大学
- 酪農学園大学
- ロシア極東連邦総合大学

## 東北
- 青森大学
- 青森中央学院大学
- 柴田学園大学
- 八戸学院大学
- 八戸工業大学
- 弘前医療福祉大学
- 弘前学院大学
- 岩手医科大学
- 岩手保健医療大学
- 富士大学
- 盛岡大学
- 石巻専修大学
- 尚絅学院大学
- 仙台大学
- 仙台白百合女子大学
- 東北学院大学
- 東北工業大学
- 東北生活文化大学
- 東北福祉大学
- 東北文化学園大学
- 東北医科薬科大学
- 宮城学院女子大学
- 秋田看護福祉大学
- 日本赤十字東北看護大学
- ノースアジア大学
- 東北芸術工科大学
- 東北公益文科大学
- 東北文教大学
- 医療創生大学
- 奥羽大学
- 郡山女子大学
- 東日本国際大学
- 福島学院大学

## 北陸
- 敬和学園大学
- 長岡大学
- 長岡崇徳大学
- 新潟医療福祉大学
- 新潟経営大学
- 新潟工科大学
- 新潟国際情報大学
- 新潟産業大学
- 新潟食料農業大学
- 新潟青陵大学
- 新潟薬科大学
- 高岡法科大学
- 富山国際大学
- 金沢医科大学
- 金沢学院大学
- 金沢工業大学
- 金沢星稜大学
- 金城大学
- 北陸大学
- 北陸学院大学
- 仁愛大学
- 福井医療大学
- 福井工業大学

## 関東
- 茨城キリスト教大学
- 筑波学院大学
- つくば国際大学
- 常磐大学
- 日本ウェルネススポーツ大学
- 流通経済大学
- 足利大学
- 宇都宮共和大学
- 国際医療福祉大学
- 作新学院大学
- 自治医科大学
- 獨協医科大学
- 白鷗大学
- 文星芸術大学
- 育英大学
- 関東学園大学
- 共愛学園前橋国際大学
- 桐生大学
- 群馬医療福祉大学
- 群馬パース大学
- 上武大学
- 高崎健康福祉大学
- 高崎商科大学
- 東京福祉大学
- 浦和大学
- 共栄大学
- 埼玉医科大学
- 埼玉学園大学
- 埼玉工業大学
- 十文字学園女子大学
- 城西大学
- 尚美学園大学
- 女子栄養大学
- 駿河台大学
- 聖学院大学
- 西武文理大学
- 東京国際大学
- 東都大学
- 東邦音楽大学
- 獨協大学
- 日本医療科学大学
- 日本工業大学
- 日本保健医療大学
- 日本薬科大学
- 人間総合科学大学
- 文教大学
- 平成国際大学
- 武蔵野学院大学
- ものつくり大学
- 愛国学園大学
- 植草学園大学
- SBC東京医療大学
- 江戸川大学
- 開智国際大学
- 亀田医療大学
- 川村学園女子大学
- 神田外語大学
- 敬愛大学
- 国際武道大学
- 三育学院大学
- 秀明大学
- 淑徳大学
- 城西国際大学
- 聖徳大学
- 清和大学
- 千葉科学大学
- 千葉経済大学
- 千葉工業大学
- 千葉商科大学
- 中央学院大学
- 東京基督教大学
- 東京情報大学
- 放送大学（放送大学学園法に基づく特別な私立大学）
- 明海大学
- 麗澤大学
- 和洋女子大学
- 青山学院大学
- 亜細亜大学
- 跡見学園女子大学
- 桜美林大学
- 大妻女子大学
- 嘉悦大学
- 学習院大学
- 学習院女子大学
- 北里大学
- 共立女子大学
- 杏林大学
- 国立音楽大学
- 慶應義塾大学
- 工学院大学
- 國學院大學
- 国際基督教大学
- 国士舘大学
- こども教育宝仙大学
- 駒澤大学
- 駒沢女子大学
- 産業能率大学
- 実践女子大学
- 芝浦工業大学
- 順天堂大学
- 上智大学
- 昭和医科大学
- 昭和女子大学
- 昭和薬科大学
- 女子美術大学
- 白梅学園大学
- 白百合女子大学
- 杉野服飾大学
- 成蹊大学
- 成城大学
- 聖心女子大学
- 清泉女子大学
- 聖路加国際大学
- 専修大学
- 創価大学
- 大正大学
- 大東文化大学
- 高千穂大学
- 拓殖大学
- 多摩大学
- 玉川大学
- 多摩美術大学
- 中央大学
- 津田塾大学
- 帝京大学
- 帝京科学大学
- 帝京平成大学
- デジタルハリウッド大学
- 東海大学
- 東京有明医療大学
- 東京医科大学
- 東京医療学院大学
- 東京医療保健大学
- 東京音楽大学
- 東京家政大学
- 東京家政学院大学
- 東京経営大学
- 東京経済大学
- 東京工科大学
- 東京工芸大学
- 東京歯科大学
- 東京慈恵会医科大学
- 東京純心大学
- 東京女子大学
- 東京女子医科大学
- 東京女子体育大学
- 東京神学大学
- 東京聖栄大学
- 東京成徳大学
- 東京造形大学
- 東京通信大学
- 東京電機大学
- 東京都市大学
- 東京農業大学
- 東京富士大学
- 東京未来大学
- 東京薬科大学
- 東京理科大学
- 東邦大学
- 桐朋学園大学
- 東洋大学
- 東洋学園大学
- 二松學舍大学
- 日本大学
- 日本医科大学
- 日本歯科大学
- 日本社会事業大学
- 日本獣医生命科学大学
- 日本女子大学
- 日本女子体育大学
- 日本赤十字看護大学
- 日本体育大学
- 日本文化大学
- ビジネス・ブレークスルー大学
- 文化学園大学
- 文京学院大学
- 法政大学
- 星薬科大学
- 武蔵大学
- 武蔵野大学
- 武蔵野音楽大学
- 武蔵野美術大学
- 明治大学
- 明治学院大学
- 明治薬科大学
- 明星大学
- 目白大学
- ヤマザキ動物看護大学
- 立教大学
- 立正大学
- ルーテル学院大学
- 和光大学
- 早稲田大学
- 麻布大学
- 神奈川大学
- 神奈川工科大学
- 神奈川歯科大学
- 鎌倉女子大学
- 関東学院大学
- 相模女子大学
- 松蔭大学
- 湘南医療大学
- 湘南鎌倉医療大学
- 湘南工科大学
- 昭和音楽大学
- 聖マリアンナ医科大学
- 星槎大学
- 洗足学園音楽大学
- 鶴見大学
- 田園調布学園大学
- 桐蔭横浜大学
- 東洋英和女学院大学
- 日本映画大学
- フェリス女学院大学
- 八洲学園大学
- 横浜商科大学
- 横浜創英大学
- 横浜美術大学
- 横浜薬科大学
- 健康科学大学
- 身延山大学
- 山梨英和大学
- 山梨学院大学
- 静岡英和学院大学
- 静岡産業大学
- 静岡福祉大学
- 静岡理工科大学
- 聖隷クリストファー大学
- 常葉大学
- 浜松学院大学

## 中部
- 愛知大学
- 愛知医科大学
- 愛知学院大学
- 愛知学泉大学
- 愛知工科大学
- 愛知工業大学
- 愛知産業大学
- 愛知淑徳大学
- 愛知東邦大学
- 愛知文教大学
- 愛知みずほ大学
- 一宮研伸大学
- 桜花学園大学
- 岡崎女子大学
- 金城学院大学
- 至学館大学
- 修文大学
- 椙山女学園大学
- 星城大学
- 大同大学
- 中京大学
- 中部大学
- 東海学園大学
- 同朋大学
- 豊田工業大学
- 豊橋創造大学
- 名古屋葵大学
- 名古屋音楽大学
- 名古屋外国語大学
- 名古屋学院大学
- 名古屋学芸大学
- 名古屋芸術大学
- 名古屋経済大学
- 名古屋産業大学
- 名古屋商科大学
- 名古屋造形大学
- 名古屋文理大学
- 名古屋柳城女子大学
- 南山大学
- 日本赤十字豊田看護大学
- 日本福祉大学
- 人間環境大学
- 藤田医科大学
- 名城大学
- 佐久大学
- 清泉大学
- 長野保健医療大学
- 松本大学
- 松本歯科大学
- 松本看護大学
- 朝日大学
- 岐阜医療科学大学
- 岐阜協立大学
- 岐阜聖徳学園大学
- 岐阜女子大学
- 岐阜保健大学
- 中京学院大学
- 中部学院大学
- 東海学院大学
- 皇學館大学
- 鈴鹿医療科学大学
- 鈴鹿大学
- 四日市大学
- 四日市看護医療大学

## 近畿
- 藍野大学
- 追手門学院大学
- 大阪青山大学
- 大阪医科薬科大学
- 大阪大谷大学
- 大阪音楽大学
- 大阪学院大学
- 大阪河﨑リハビリテーション大学
- 大阪観光大学
- 大阪経済大学
- 大阪経済法科大学
- 大阪芸術大学
- 大阪工業大学
- 大阪国際大学
- 大阪産業大学
- 大阪歯科大学
- 大阪樟蔭女子大学
- 大阪商業大学
- 大阪女学院大学
- 大阪信愛学院大学
- 大阪成蹊大学
- 大阪総合保育大学
- 大阪体育大学
- 大阪電気通信大学
- 大阪常磐会大学
- 大阪人間科学大学
- 大阪物療大学
- 大阪保健医療大学
- 大阪行岡医療大学
- 関西大学
- 関西医科大学
- 関西医療大学
- 関西外国語大学
- 関西福祉科学大学
- 近畿大学
- 四條畷学園大学
- 四天王寺大学
- 摂南大学
- 千里金蘭大学
- 相愛大学
- 太成学院大学
- 帝塚山学院大学
- 梅花女子大学
- 羽衣国際大学
- 阪南大学
- 東大阪大学
- 桃山学院大学
- 桃山学院教育大学
- 森ノ宮医療大学
- 大和大学
- 大谷大学
- 京都医療科学大学
- 京都外国語大学
- 京都華頂大学
- 京都看護大学
- 京都光華女子大学
- 京都産業大学
- 京都女子大学
- 京都精華大学
- 京都先端科学大学
- 京都芸術大学
- 京都橘大学
- 京都ノートルダム女子大学
- 京都美術工芸大学
- 京都文教大学
- 京都薬科大学
- 嵯峨美術大学
- 種智院大学
- 同志社大学
- 同志社女子大学
- 花園大学
- 佛教大学
- 平安女学院大学
- 明治国際医療大学
- 立命館大学
- 龍谷大学
- 芦屋大学
- 大手前大学
- 関西看護医療大学
- 関西国際大学
- 関西福祉大学
- 関西学院大学
- 甲子園大学
- 甲南大学
- 甲南女子大学
- 神戸医療未来大学
- 神戸学院大学
- 神戸芸術工科大学
- 神戸国際大学
- 神戸松蔭大学
- 神戸女学院大学
- 神戸女子大学
- 神戸親和大学
- 神戸常盤大学
- 神戸薬科大学
- 滋慶医療科学大学
- 園田学園大学
- 宝塚大学
- 宝塚医療大学
- 姫路大学
- 姫路獨協大学
- 兵庫大学
- 兵庫医科大学
- 武庫川女子大学
- 流通科学大学
- 成安造形大学
- 聖泉大学
- 長浜バイオ大学
- びわこ学院大学
- びわこ成蹊スポーツ大学
- 奈良大学
- 奈良学園大学
- 畿央大学
- 帝塚山大学
- 天理大学
- 高野山大学
- 和歌山信愛大学

## 中国
- エリザベト音楽大学
- 日本赤十字広島看護大学
- 比治山大学
- 広島経済大学
- 広島工業大学
- 広島国際大学
- 広島修道大学
- 広島女学院大学
- 広島都市学園大学
- 広島文化学園大学
- 広島文教大学
- 福山大学
- 福山平成大学
- 安田女子大学
- 鳥取看護大学
- 宇部フロンティア大学
- 至誠館大学
- 東亜大学
- 梅光学院大学
- 山口学芸大学
- 岡山学院大学
- 岡山商科大学
- 岡山理科大学
- 川崎医科大学
- 川崎医療福祉大学
- 環太平洋大学
- 吉備国際大学
- 倉敷芸術科学大学
- くらしき作陽大学
- 山陽学園大学
- 就実大学
- 中国学園大学
- ノートルダム清心女子大学
- 美作大学

## 四国
- 高松大学
- 四国学院大学
- 四国大学
- 徳島文理大学
- 高知学園大学
- 松山大学
- 松山東雲女子大学
- 聖カタリナ大学

## 九州
- 福岡大学
- 福岡看護大学
- 福岡工業大学
- 福岡国際医療福祉大学
- 福岡歯科大学
- 福岡女学院大学
- 福岡女学院看護大学
- 九州栄養福祉大学
- 九州共立大学
- 九州国際大学
- 九州産業大学
- 九州情報大学
- 九州女子大学
- 久留米大学
- 久留米工業大学
- サイバー大学
- 産業医科大学
- 純真学園大学
- 西南学院大学
- 西南女学院大学
- 聖マリア学院大学
- 第一薬科大学
- 筑紫女学園大学
- 中村学園大学
- 西日本工業大学
- 日本経済大学
- 日本赤十字九州国際看護大学
- 西九州大学
- 活水女子大学
- 鎮西学院大学
- 長崎外国語大学
- 長崎国際大学
- 長崎純心大学
- 長崎総合科学大学
- 九州看護福祉大学
- 九州ルーテル学院大学
- 熊本学園大学
- 熊本保健科学大学
- 尚絅大学
- 崇城大学
- 平成音楽大学
- 日本文理大学
- 別府大学
- 立命館アジア太平洋大学
- 九州保健福祉大学
- 南九州大学
- 宮崎国際大学
- 宮崎産業経営大学
- 鹿児島国際大学
- 鹿児島純心大学
- 志學館大学
- 第一工科大学

## 沖縄
- 沖縄大学
- 沖縄キリスト教学院大学
- 沖縄国際大学

## 短期大学

### 北海道
- 帯広大谷短期大学
- 釧路短期大学
- 光塩学園女子短期大学
- 國學院大學北海道短期大学部
- 札幌大谷大学短期大学部
- 札幌国際大学短期大学部
- 拓殖大学北海道短期大学
- 函館短期大学
- 函館大谷短期大学
- 北翔大学短期大学部
- 北星学園大学短期大学部
- 北海道武蔵女子短期大学

### 東北
- 青森明の星短期大学
- 青森中央短期大学
- 柴田学園大学短期大学部
- 八戸学院大学短期大学部
- 弘前医療福祉大学短期大学部
- 修紅短期大学
- 盛岡大学短期大学部
- 聖和学園短期大学
- 仙台青葉学院短期大学
- 仙台赤門短期大学
- 東北生活文化大学短期大学部
- 宮城誠真短期大学
- 秋田栄養短期大学
- 聖霊女子短期大学
- 日本赤十字秋田短期大学
- 聖園学園短期大学
- 羽陽学園短期大学
- 東北文教大学短期大学部
- いわき短期大学
- 郡山女子大学短期大学部
- 桜の聖母短期大学
- 福島学院大学短期大学部

### 関東
- 茨城女子短期大学
- つくば国際短期大学
- 常磐短期大学
- 足利短期大学
- 宇都宮短期大学
- 國學院大學栃木短期大学
- 作新学院大学女子短期大学部
- 佐野日本大学短期大学
- 育英短期大学
- 桐生大学短期大学部
- 群馬医療福祉大学短期大学部
- 高崎商科大学短期大学部
- 東京福祉大学短期大学部
- 新島学園短期大学
- 明和学園短期大学
- 秋草学園短期大学
- 川口短期大学
- 国際学院埼玉短期大学
- 埼玉医科大学短期大学
- 埼玉純真短期大学
- 埼玉女子短期大学
- 埼玉東萌短期大学
- 城西短期大学
- 武蔵丘短期大学
- 武蔵野短期大学
- 山村学園短期大学
- 植草学園短期大学
- 昭和学院短期大学
- 聖徳大学短期大学部
- 清和大学短期大学部
- 千葉敬愛短期大学
- 千葉経済大学短期大学部
- 千葉明徳短期大学
- 東京経営短期大学
- 愛国学園短期大学
- 有明教育芸術短期大学
- 上野学園大学短期大学部
- 大妻女子大学短期大学部
- 共立女子短期大学
- 国際短期大学
- 駒沢女子短期大学
- 自由が丘産能短期大学
- 淑徳大学短期大学部
- 女子栄養大学短期大学部
- 女子美術大学短期大学部
- 白梅学園短期大学
- 星美学園短期大学
- 創価女子短期大学
- フェリシアこども短期大学
- 帝京短期大学
- 帝京大学短期大学
- 貞静学園短期大学
- 戸板女子短期大学
- 東京家政大学短期大学部
- 東京交通短期大学
- 東京歯科大学短期大学
- 東京女子体育短期大学
- 東京成徳短期大学
- 東京立正短期大学
- 東邦音楽短期大学
- 桐朋学園芸術短期大学
- 新渡戸文化短期大学
- 日本歯科大学東京短期大学
- 日本大学短期大学部
- 目白大学短期大学部
- 山野美容芸術短期大学
- 和泉短期大学
- 小田原女子短期大学
- 神奈川歯科大学短期大学部
- 鎌倉女子大学短期大学部
- 相模女子大学短期大学部
- 上智大学短期大学部
- 湘北短期大学
- 昭和音楽大学短期大学部
- 洗足こども短期大学
- 鶴見大学短期大学部
- 横浜女子短期大学

### 中部
- 新潟工業短期大学
- 新潟青陵大学短期大学部
- 新潟中央短期大学
- 日本歯科大学新潟短期大学
- 明倫短期大学
- 帝京学園短期大学
- 山梨学院短期大学
- 飯田短期大学
- 上田短期大学
- 佐久大学信州短期大学部
- 信州豊南短期大学
- 清泉大学短期大学部
- 長野女子短期大学
- 松本大学松商短期大学部
- 松本短期大学
- 富山短期大学
- 富山福祉短期大学
- 金沢学院短期大学
- 金城大学短期大学部
- 星稜女子短期大学
- 北陸学院大学短期大学部
- 仁愛女子短期大学
- 大垣女子短期大学
- 岐阜聖徳学園大学短期大学部
- 正眼短期大学
- 高山自動車短期大学
- 中京学院大学短期大学部
- 中部学院大学短期大学部
- 東海学院大学短期大学部
- 中日本自動車短期大学
- 平成医療短期大学
- 静岡英和学院大学短期大学部
- 常葉大学短期大学部
- 浜松学院大学短期大学部
- 愛知医療学院短期大学
- 愛知学院大学短期大学部
- 愛知学泉短期大学
- 愛知工科大学自動車短期大学
- 愛知産業大学短期大学
- 愛知大学短期大学部
- 愛知文教女子短期大学
- 愛知みずほ大学短期大学部
- 修文大学短期大学部
- 岡崎女子短期大学
- 至学館大学短期大学部
- 豊橋創造大学短期大学部
- 名古屋学芸大学短期大学部
- 名古屋経営短期大学
- 名古屋女子大学短期大学部 （2025年学生募集停止）
- 名古屋短期大学
- 名古屋文化短期大学
- 名古屋文理大学短期大学部
- 名古屋柳城短期大学
- ユマニテク短期大学

### 近畿
- 鈴鹿短期大学
- 高田短期大学
- 滋賀短期大学
- 滋賀文教短期大学
- びわこ学院大学短期大学部
- 池坊短期大学
- 大谷大学短期大学部
- 華頂短期大学
- 京都外国語短期大学
- 京都経済短期大学
- 京都光華女子大学短期大学部
- 京都西山短期大学
- 成美大学短期大学部
- 京都文教短期大学
- 嵯峨美術短期大学
- 龍谷大学短期大学部
- 藍野大学短期大学部
- 大阪青山短期大学
- 大阪音楽大学短期大学部
- 大阪学院大学短期大学部
- 大阪キリスト教短期大学
- 大阪芸術大学短期大学部
- 大阪健康福祉短期大学
- 大阪国際大学短期大学部
- 大阪女学院短期大学
- 大阪信愛学院短期大学
- 大阪成蹊短期大学
- 大阪総合保育大学短期大学部
- 大阪千代田短期大学
- 大阪常磐会大学短期大学部
- 大阪夕陽丘学園短期大学
- 関西外国語大学短期大学部
- 関西女子短期大学
- 近畿大学短期大学部
- 堺女子短期大学
- 四條畷学園短期大学
- 四天王寺大学短期大学部
- 東大阪大学短期大学部
- 大手前短期大学
- 甲子園短期大学
- 神戸教育短期大学
- 神戸女子短期大学
- 神戸常盤大学短期大学部
- 産業技術短期大学
- 頌栄短期大学
- 聖和短期大学
- 園田学園女子大学短期大学部 （2025年学生募集停止）
- 東洋食品工業短期大学
- 豊岡短期大学
- 姫路日ノ本短期大学
- 兵庫大学短期大学部
- 湊川短期大学
- 武庫川女子大学短期大学部
- 奈良芸術短期大学
- 奈良佐保短期大学
- 大和大学白鳳短期大学部
- 和歌山信愛短期大学

### 中国
- 鳥取短期大学
- 岡山短期大学
- 川崎医療短期大学
- 作陽音楽短期大学
- 山陽学園短期大学
- 就実短期大学
- 中国短期大学
- 美作大学短期大学部
- 山陽女子短期大学
- 鈴峯女子短期大学
- 比治山大学短期大学部
- 広島国際学院大学自動車短期大学部
- 広島文化学園短期大学
- 安田女子短期大学
- 岩国短期大学
- 宇部フロンティア大学短期大学部
- 下関短期大学
- 山口芸術短期大学
- 山口短期大学

### 四国
- 四国大学短期大学部
- 徳島工業短期大学
- 徳島文理大学短期大学部
- 香川短期大学
- 高松短期大学
- 今治明徳短期大学
- 環太平洋大学短期大学部
- 聖カタリナ大学短期大学部
- 松山東雲短期大学
- 松山短期大学
- 高知学園短期大学

### 九州
- 折尾愛真短期大学
- 九州大谷短期大学
- 九州女子短期大学
- 九州産業大学造形短期大学部
- 近畿大学九州短期大学
- 香蘭女子短期大学
- 純真短期大学
- 精華女子短期大学
- 西南女学院大学短期大学部
- 中村学園大学短期大学部
- 西日本短期大学
- 東筑紫短期大学
- 福岡医療短期大学
- 福岡工業大学短期大学部
- 福岡こども短期大学
- 福岡女学院大学短期大学部
- 福岡女子短期大学
- 九州龍谷短期大学
- 佐賀女子短期大学
- 西九州大学短期大学部
- 長崎女子短期大学
- 長崎短期大学
- 尚絅大学短期大学部
- 中九州短期大学
- 大分短期大学
- 東九州短期大学
- 別府大学短期大学部
- 別府溝部学園短期大学
- 南九州大学短期大学部
- 宮崎学園短期大学
- 鹿児島純心女子短期大学
- 鹿児島女子短期大学
- 第一幼児教育短期大学

### 沖縄
- 沖縄キリスト教短期大学
- 沖縄女子短期大学

## 大学院大学
- SBI大学院大学
- 大原大学院大学
- 教育テック大学院大学
- グロービス経営大学院大学
- 国際仏教学大学院大学
- 事業構想大学院大学
- 社会情報大学院大学
- ハリウッド大学院大学
- 文化ファッション大学院大学
- LEC東京リーガルマインド大学院大学
- 情報セキュリティ大学院大学
- 国際大学
- 事業創造大学院大学
- 新潟リハビリテーション大学院大学
- 桐朋学園大学院大学
- 光産業創成大学院大学
- 京都情報大学院大学
- 神戸情報大学院大学
- 沖縄科学技術大学院大学（沖縄科学技術大学院大学学園法に基づく特別な私立大学）

## 専門職大学
- アール医療専門職大学
- 大阪国際工科専門職大学
- 岡山医療専門職大学
- 開志専門職大学
- かなざわ食マネジメント専門職大学
- グローバルBiz専門職大学
- 高知リハビリテーション専門職大学
- 国際ファッション専門職大学
- 情報経営イノベーション専門職大学
- 電動モビリティシステム専門職大学
- 東京国際工科専門職大学
- 東京情報デザイン専門職大学
- 東京保健医療専門職大学
- 名古屋国際工科専門職大学
- ビューティ&ウェルネス専門職大学
- びわこリハビリテーション専門職大学
- 和歌山リハビリテーション専門職大学

## 専門職短期大学
- せとうち観光専門職短期大学
- ヤマザキ動物看護専門職短期大学

## かつて存在した私立大学
かつて存在したが閉校となった私立大学を挙げる。ただし、正式には未だ閉校されていないものの、学生募集を停止した大学も含めている。
4年制大学
- 愛知新城大谷大学（2010年募集停止、2013年廃止）
- 旭川大学[注釈 1]
- 上野学園大学（2021年募集停止予定）
- 大阪国際女子大学（2002年大阪国際大学に統合）
- 九州東海大学（2008年東海大学に統合）
- 共立薬科大学（2008年慶應義塾大学薬学部に統合）
- 久我山大学（1950年廃校）
- 恵泉女学園大学（2024年募集停止）
- 神戸夙川学院大学（2015年廃止）
- 神戸海星女子学院大学（2024年募集停止）
- 神戸ファッション造形大学　（2010年募集停止、2013年廃止）
- 神戸山手大学（2020年関西国際大学に統合）
- 聖トマス大学（2010年募集停止、2015年廃止）
- 聖母大学（2011年上智大学総合人間科学部看護学科に統合）
- 聖和大学（2009年関西学院大学に統合）
- 創造学園大学（運営する学校法人が文部科学省より解散命令を受け、2013年に廃校）
- 天理医療大学（2023年天理大学医療学部として統合）
- 中央労働学園大学（1952年法政大学社会学部に統合）
- 東京獣医畜産大学（1951年日本大学農獣医学部（現・生物資源科学部）に統合）
- 東京女学館大学（2013年募集停止、2017年廃止）
- 東和大学（2007年募集停止、2011年廃校）
- 日本商科大学（1950年廃校、学生は明治学院大学が継承）
- 日本大学松戸歯科大学（1975年日本大学松戸歯学部に統合）
- 浜松大学（2013年常葉大学に統合）
- 広島国際学院大学（2020年募集停止）
- 兵庫医療大学（2022年兵庫医科大学に統合）
- 福岡医療福祉大学（2011年募集停止、2014年に最後の卒業式）
- 福岡国際大学（2018年廃止）
- 富士常葉大学（2013年常葉大学に統合）
- 保健医療経営大学（2020年募集停止）
- 北海道東海大学（2008年東海大学に統合）
- 三重中京大学（2010年募集停止、2013年廃止）
- 立志舘大学（2003年廃校、学生は呉大学が継承）
- 大阪薬科大学（2021年廃止）

短期大学
- 札幌大学女子短期大学部
- 北海道科学大学短期大学部
- 旭川大学短期大学部[注釈 2]
- 麻生福岡短期大学
- 岩見沢駒澤短期大学
- 小樽短期大学
- 駒澤大学苫小牧短期大学
- 札幌香蘭女子短期大学
- 札幌短期大学
- 専修大学北海道短期大学
- 天使女子短期大学
- 東海大学工芸短期大学
- 道都大学短期大学部
- 藤女子短期大学
- 文化女子大学室蘭短期大学
- 北海学園大学短期大学部
- 北海学園北見短期大学
- 北海道文教大学短期大学部
- 酪農学園大学短期大学部
- 稚内北星学園短期大学
- 青森短期大学
- 弘前学院短期大学
- アレン国際短期大学
- 岩手看護短期大学
- 尚絅学院大学女子短期大学部
- 仙台白百合短期大学
- 東北科学技術短期大学
- 東北学院大学短期大学部
- 東北福祉短期大学
- 宮城学院女子短期大学
- 秋田桂城短期大学
- 酒田短期大学
- 茨城キリスト教大学短期大学部
- 清真学園女子短期大学
- 東京家政学院筑波女子大学短期大学部
- 水戸短期大学
- 宇都宮文星短期大学
- 自治医科大学看護短期大学
- 白鷗大学女子短期大学部
- 関東短期大学
- 群馬松嶺福祉短期大学
- 群馬パース学園短期大学
- 共愛学園女子短期大学
- 高崎芸術短期大学
- 高崎健康福祉大学短期大学部
- 明の星女子短期大学
- 浦和商業短期大学
- 浦和大学短期大学部
- 共栄学園短期大学
- 埼玉短期大学
- 十文字学園女子大学短期大学部
- 淑徳学園短期大学
- 尚美学園短期大学
- 女子聖学院短期大学
- 農民講道館農業短期大学
- 文理情報短期大学
- 武蔵野音楽大学短期大学部
- 立正大学短期大学部
- 江戸川短期大学
- 三育学院短期大学
- 順天堂医療短期大学
- 千葉短期大学
- 帝京平成看護短期大学
- 東京基督教短期大学
- 東洋女子短期大学
- 日本基督教短期大学
- 日本橋女学館短期大学
- 麗澤短期大学
- 和洋女子大学短期大学部
- 青葉学園短期大学
- 麻布公衆衛生短期大学
- 亜細亜大学短期大学部
- 跡見学園女子大学短期大学部
- 桜美林大学短期大学部
- 嘉悦大学短期大学部
- 学習院女子短期大学
- 川村短期大学
- 協同組合短期大学
- 杏林短期大学
- 慶應義塾看護短期大学
- 工学院大学短期大学部
- 攻玉社工科短期大学
- 国士舘短期大学
- 駒澤短期大学
- サレジオ短期大学
- 実践女子大学短期大学部（2024年募集停止）
- 芝浦工業短期大学
- 聖徳栄養短期大学
- 昭和女子大学短期大学部
- 白百合短期大学
- 杉野服飾大学短期大学部
- 成城大学短期大学部
- 聖母女子短期大学
- 聖路加短期大学
- 専修大学短期大学
- 拓殖短期大学
- 玉川学園女子短期大学
- 多摩美術短期大学
- 中央商科短期大学
- 東京家政学院短期大学
- 東京経済大学短期大学部
- 東京工芸大学短期大学部
- 東京純心女子短期大学
- 東京女学館短期大学
- 東京女子医科大学看護短期大学
- 東京女子大学短期大学部
- 東京田中短期大学
- 東京電機大学短期大学
- 東京農業大学短期大学部
- 東京富士大学短期大学部
- 東邦大学医療短期大学
- 東洋大学短期大学
- 東洋音楽短期大学
- 東横学園女子短期大学
- 日本社会事業短期大学
- 日本女子体育短期大学
- 日本体育大学女子短期大学部
- 日本赤十字中央女子短期大学
- 日本赤十字武蔵野短期大学
- 文化学園大学短期大学部
- 宝仙学園短期大学
- 武蔵工業大学短期大学部
- 武蔵野女子大学短期大学部
- 武蔵野美術大学短期大学部
- 文京学院短期大学
- 明治大学短期大学
- ヤマザキ動物看護短期大学
- 山脇学園短期大学
- 立教女学院短期大学
- 神奈川大学短期大学部
- カリタス女子短期大学
- 関東学院女子短期大学
- 恵泉女学園園芸短期大学
- 松蔭女子短期大学
- 湘南工業短期大学
- 湘南国際女子短期大学
- 昭和大学医療短期大学
- 聖セシリア女子短期大学
- 田園調布学園大学短期大学部
- 東海大学医療技術短期大学
- 東京工芸大学女子短期大学部
- 東洋英和女学院大学短期大学部
- 青山学院女子短期大学
- フェリス女学院短期大学
- 法政大学短期大学部
- 文教大学女子短期大学部
- 横浜商科短期大学
- 横浜創英短期大学
- 横浜美術短期大学
- 長岡短期大学
- 身延山短期大学
- 新潟短期大学
- 山梨英和短期大学
- 東京理科大学諏訪短期大学
- 長野経済短期大学
- 聖隷クリストファー大学看護短期大学部
- 洗足学園魚津短期大学
- 小松短期大学
- 七尾短期大学
- 敦賀短期大学
- 福井医療短期大学
- 福井女子短期大学
- 静岡学園短期大学
- 静岡福祉大学短期大学部
- 東海大学短期大学部
- 常葉学園富士短期大学
- 富士フェニックス短期大学
- 富士見丘女子短期大学
- 岐阜保健大学短期大学部
- 愛知きわみ看護短期大学
- 愛知工業大学短期大学部
- 愛知江南短期大学
- 愛知淑徳短期大学
- 愛知新城大谷大学短期大学部
- 安城学園大学短期大学部
- 岡崎学園国際短期大学
- 金城学院大学短期大学部
- 光陵短期大学
- 光陵女子短期大学
- 椙山女学園大学短期大学部
- 大同工業短期大学
- 中京短期大学
- 中部工業短期大学
- 中部社会事業短期大学
- 中部大学女子短期大学
- 中部短期大学
- 東海学園大学短期大学部
- 東邦学園短期大学
- 豊田短期大学
- 名古屋音楽短期大学
- 名古屋経済大学短期大学部
- 名古屋芸術大学短期大学部
- 名古屋造形芸術大学短期大学部
- 名古屋明徳短期大学
- 南山大学短期大学部
- 日本赤十字愛知短期大学
- 日本福祉大学女子短期大学部
- 藤田保健衛生大学短期大学
- 名城大学短期大学部
- 皇學館短期大学
- 三重中京大学短期大学部
- 四日市大学短期大学部
- 近江短期大学
- 聖泉大学短期大学部
- 京都医療技術短期大学
- 京都芸術短期大学
- 京都女子大学短期大学部
- 京都精華大学短期大学部
- 京都聖母女学院短期大学
- 京都文化短期大学
- 成安造形短期大学
- 成美大学短期大学部
- 同志社大学短期大学部
- 同志社女子大学短期大学部
- 立命館短期大学
- 大阪大谷大学短期大学部
- 大阪薫英女子短期大学
- 大阪工業大学短期大学部
- 大阪産業大学短期大学部
- 大阪女子短期大学
- 大阪短期大学
- 大阪体育大学短期大学部
- 大阪電気通信大学短期大学部
- 大阪明浄女子短期大学
- 関西大学短期大学部
- 関西鍼灸短期大学
- 近畿大学青踏女子短期大学
- 樟蔭東短期大学
- 千里金蘭大学短期大学部
- 相愛女子短期大学
- 梅花女子大学短期大学部
- 宝塚造形芸術大学短期大学部
- 帝塚山学院短期大学
- 羽衣学園短期大学
- PL学園女子短期大学
- プール学院短期大学
- 平安女学院大学短期大学部
- 芦屋学園短期大学
- 英知短期大学
- 関西国際大学短期大学部
- 関西学院短期大学
- 賢明女子学院短期大学
- 甲南女子大学短期大学部
- 神戸海星女子学院短期大学
- 神戸学院女子短期大学
- 神戸松蔭女子学院大学短期大学部
- 神戸ファッション造形大学短期大学部
- 神戸山手短期大学
- 姫路学院女子短期大学
- 大阪樟蔭女子大学短期大学部
- 畿央大学短期大学部
- 帝塚山大学短期大学部
- 天理大学女子短期大学部
- 奈良学園大学奈良文化女子短期大学部
- 聖母被昇天学院女子短期大学
- 津田短期大学
- 島根中央女子短期大学
- 岡山商科短期大学
- 吉備国際大学短期大学部
- 神戸女子大学瀬戸短期大学
- エリザベト短期大学
- 呉大学短期大学部
- ノートルダム清心女子短期大学
- 鈴峯女子短期大学
- 広島工業短期大学
- 広島国際学院大学自動車短期大学部
- 広島修道大学短期大学部
- 広島女学院大学短期大学部
- 広島女子商短期大学
- 広島中央女子短期大学
- 広島文教女子大学短期大学部
- 東京理科大学山口短期大学
- 徳山女子短期大学
- 梅光学院大学女子短期大学部
- 萩女子短期大学
- 徳島文化女子短期大学
- 香川県明善短期大学
- 四国学院短期大学
- 瀬戸内短期大学
- 愛媛帝京短期大学
- 松山外国語短期大学
- 桃山学院短期大学
- 土佐女子短期大学
- 麻生福岡短期大学
- 北九州女子短期大学
- 北九州短期大学
- 九州電機短期大学
- 久留米工業学園短期大学
- 久留米信愛短期大学
- 産業医科大学医療技術短期大学
- 西南学院大学短期大学部
- 聖マリア学院短期大学
- 筑紫女学園大学短期大学部
- 帝京大学福岡短期大学
- 福岡大学短期大学
- 八幡大学短期大学部
- 活水女子短期大学
- 東海大学福岡短期大学
- 長崎ウエスレヤン短期大学
- 長崎外国語短期大学
- 長崎純心大学短期大学部
- 長崎造船短期大学
- 長崎玉成短期大学
- 九州女学院短期大学
- 銀杏学園短期大学
- 熊本音楽短期大学
- 熊本学園大学短期大学部
- 熊本工業短期大学
- 大分女子短期大学
- 聖心ウルスラ学園短期大学
- 日向学院短期大学
- 鹿児島工業短期大学
- 鹿児島国際大学短期大学部
- 鹿児島商科短期大学
- 正心女子短期大学
- 南日本短期大学
- 沖縄国際大学短期大学部
- 沖縄大学短期大学部

大学院大学
- 映画専門大学院大学 （2013年廃止）
- 大宮法科大学院大学 （桐蔭横浜大学法科大学院に統合して2015年廃止）
- 日本伝統医療科学大学院大学　（2010年廃止）
- LCA大学院大学 （2009年学生募集停止、2011年廃止）